# NGC 2537A
NGC 2537A је спирална галаксија у сазвежђу Рис која се налази на NGC листи објеката дубоког неба.
Деклинација објекта је + 45° 59' 36" а ректасцензија 8h 13m 41,1s. Привидна величина (магнитуда) објекта NGC 2537 износи 15,4 а фотографска магнитуда 16,1. NGC 2537A је још познат и под ознакама MCG 8-15-51, PGC 23057.